# Табло переменной информации

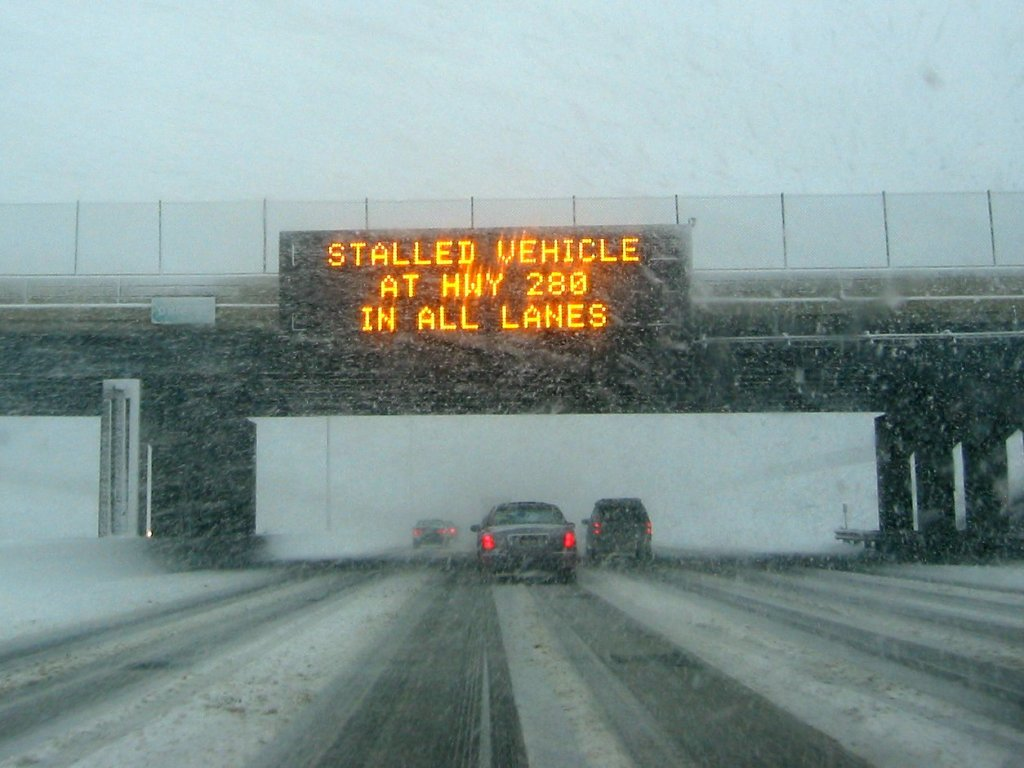
«По Шоссе 280 (Миннесота) движение затруднено по всем полосам». Табло переменной информации доносят до водителей актуальную информацию, они хорошо видны и читаемы в любую погоду. I-94, Сент-Пол (Миннесота).

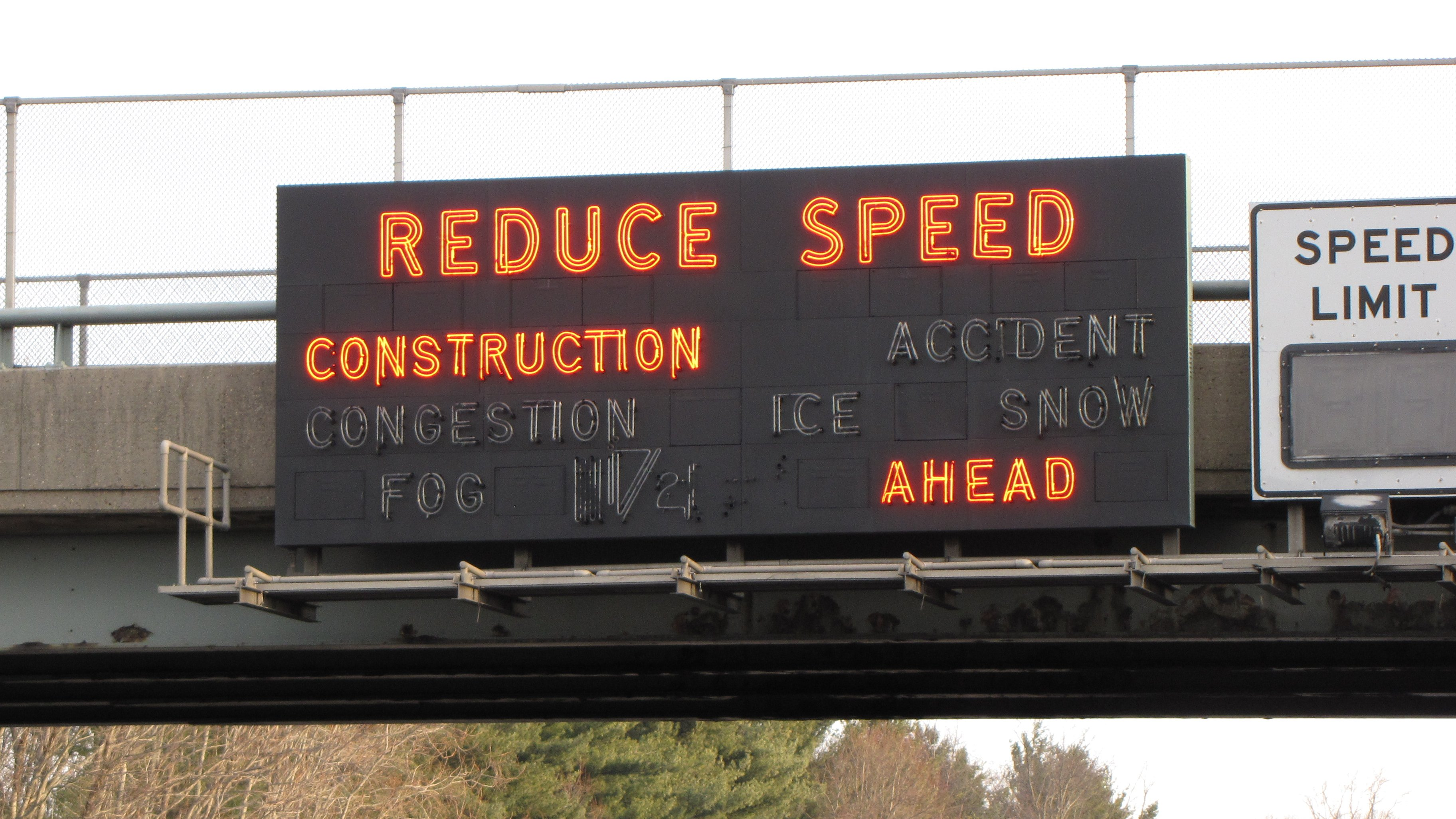
«Снизьте скорость. Впереди дорожные работы». Первое в мире табло переменной информации на Магистрали Нью-Джерси. До замены на более современную технику; хорошо виден ограниченный набор сообщений, используются Неоновый знак.

Табло переменной информации (ТПИ) (Управляемое дорожное табло, Динамическое информационное табло; в англоязычных странах (кроме Великобритании) называется Variable-message sign (VMS), Changeable-message sign (CMS), Electronic-message sign,  Dynamic-message sign (DMS); в Великобритании называется Матричный знак — Matrix sign) — электронный дорожный знак, используемый на автодорогах для донесения до водителей актуальной информации: заторах, ДТП, AMBER Alert, Silver Alert, дорожных работах, ограничениях скорости, погоде и т. п. На городской территории ТПИ дополнительно используются для указания парковочных мест, альтернативных путей объезда и т. п.
Первые в мире ТПИ появились в 1950-х годах на Магистрали Нью-Джерси в США. Все сообщения тогда сводились к одному: «Снизьте скорость в связи с дорожными работами / ДТП / затором / гололедицей / снегом / туманом». Проработав около 60 лет, в 2010—2016 годах они были заменены на более современные.

## Технологии и типы
Ранние знаки с переменными сообщениями включали в себя статические знаки со словами, которые загорались (часто с использованием неоновых трубок), указывая на тип происшествия, или знаки, которые использовали вращающиеся призмы (трилоны) для изменения отображаемого сообщения. Позже они были заменены дисплеями с точечной матрицей, обычно использующими технологию eggcrate, оптоволокно или блинкерное табло, которые были способны отображать гораздо более широкий спектр сообщений. С конца 1990-х годов наиболее распространённой технологией, используемой в новых установках для знаков с переменными сообщениями, являются светодиодные дисплеи. В последние годы некоторые новые светодиодные знаки с переменным сообщением имеют возможность отображать цветной текст и графику.
Также ТПИ могут крепиться на заднюю часть грузовых автомобилей, участвующих в дорожных работах; кроме того, такие автомобили, группой в две-три единицы, могут высылаться на шоссе, когда есть необходимость предупредить водителей об опасностях, а стационарное ТПИ вблизи отсутствует.

## Использование
Типичные сообщения ТПИ содержат следующую информацию:
- Рекламные сообщения об услугах, информационные станции для путешественников[англ.]
- ДТП
- Дорожные работы
- Происшествия, влияющие на нормальный транспортный поток на полосе движения или на обочинах
- Повторяющиеся заторы, часто являющиеся остаточным эффектом аварии
- Перекрытие всей дороги, например, через горный перевал зимой
- Закрытие съезда с пандуса
- Мусор на проезжей части[англ.]
- Возгорание транспортных средств
- Лесные пожары
- Предупреждения о плохом дорожном покрытии
- Предупреждения о погоде
- Время в пути
- Ограничения скорости
- Уровни заполненности автостоянки
- Знак скорости[англ.] для указания скорости приближения к следующему светофору в его зеленой фазе

Информация поступает из различных систем мониторинга дорожного движения и видеонаблюдения. Ожидается, что, предоставляя информацию в режиме реального времени о событиях на дороге, ТПИ могут помочь автомобилистам с выбором маршрута, сократить время в пути, снизить аварийность и повысить производительность транспортной сети.
Табло переменной информации является важной частью сюжета фильма 1991 года «Лос-анджелесская история».

## Галерея

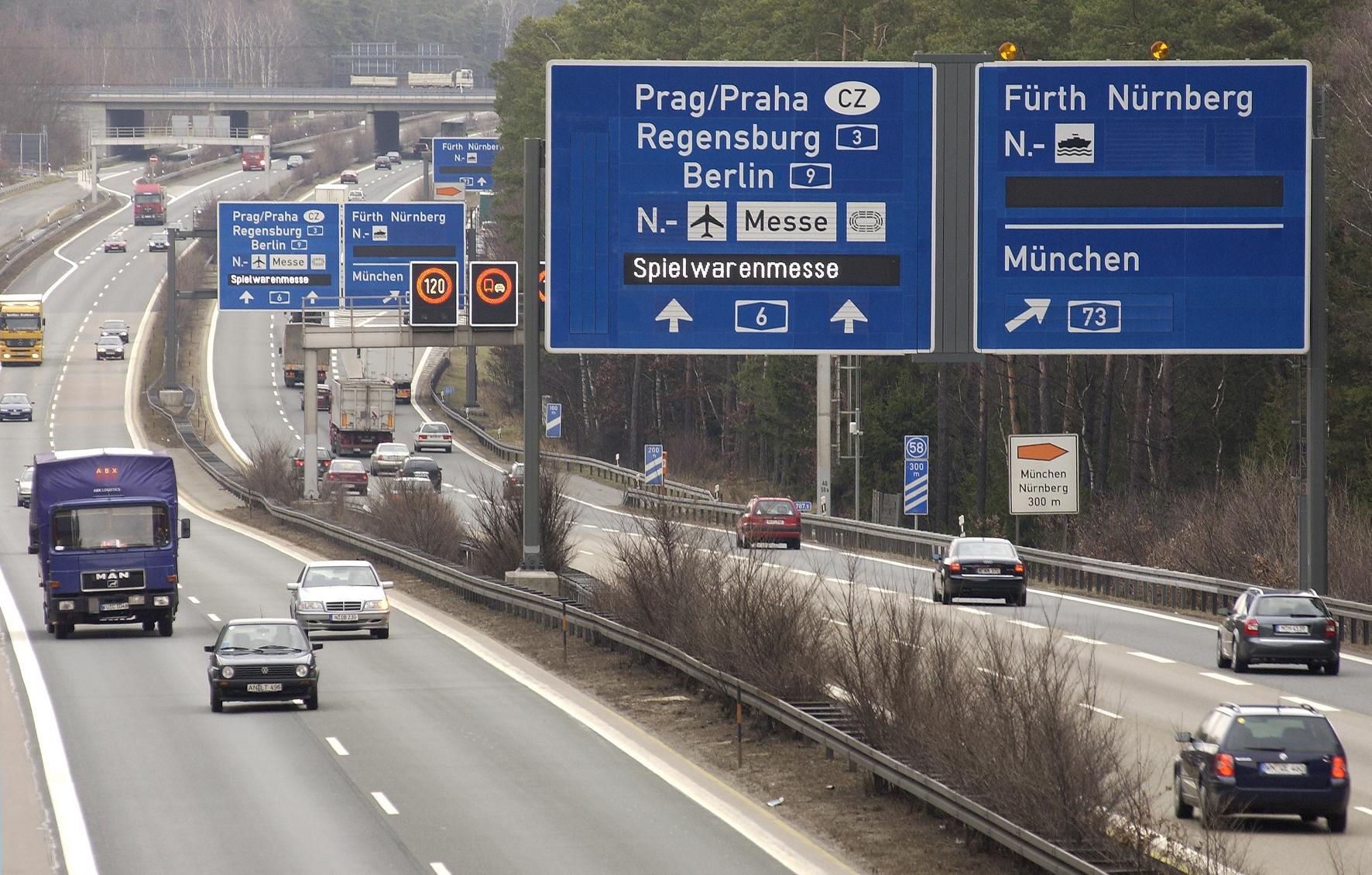
Крупнейшее ТПИ Европы. Нюрнберг, Германия.
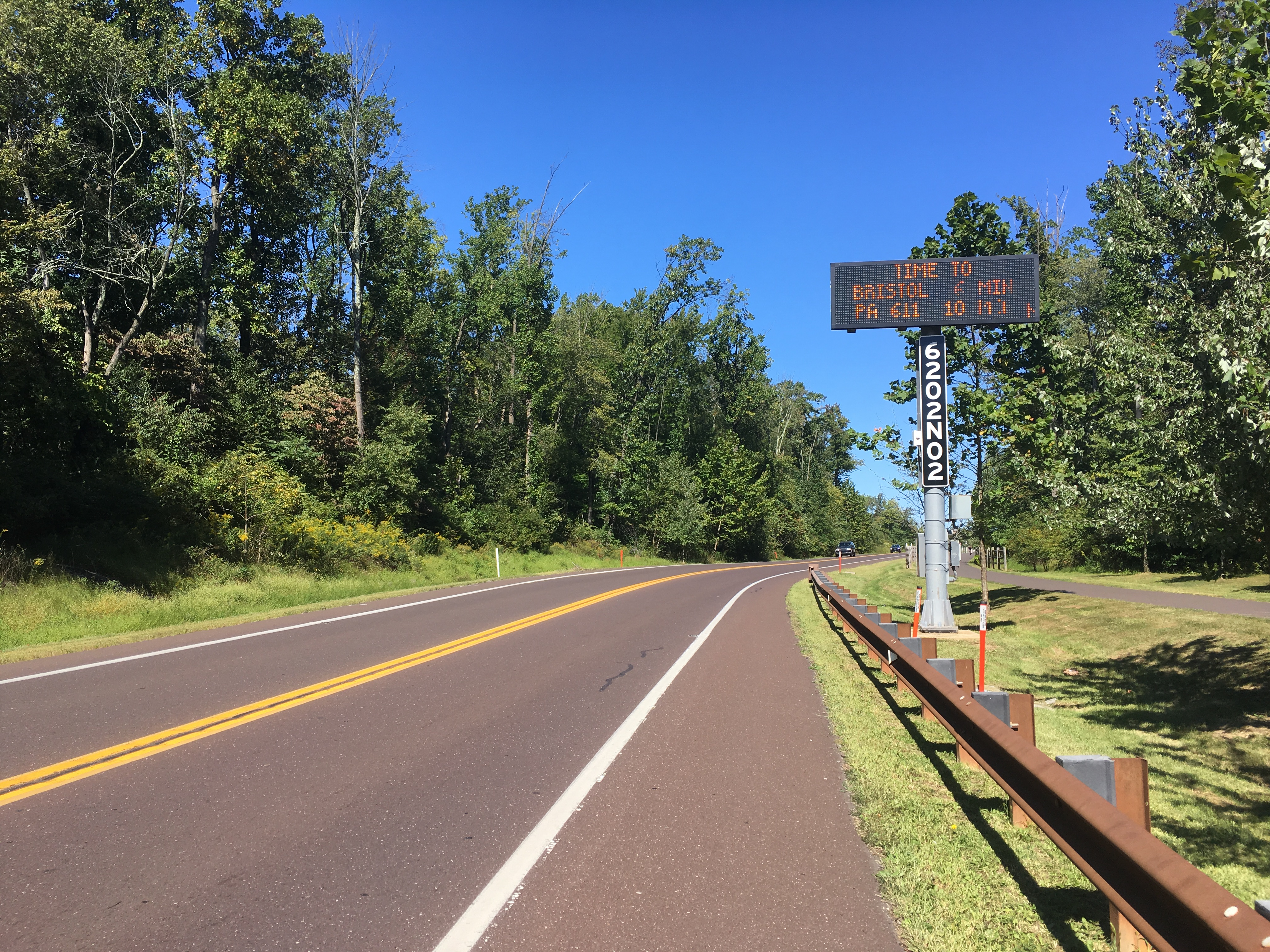
ТПИ показывает время до ключевых пунктов на дороге. US 202[англ.], тауншип Монтгомери[англ.], Пенсильвания, США.
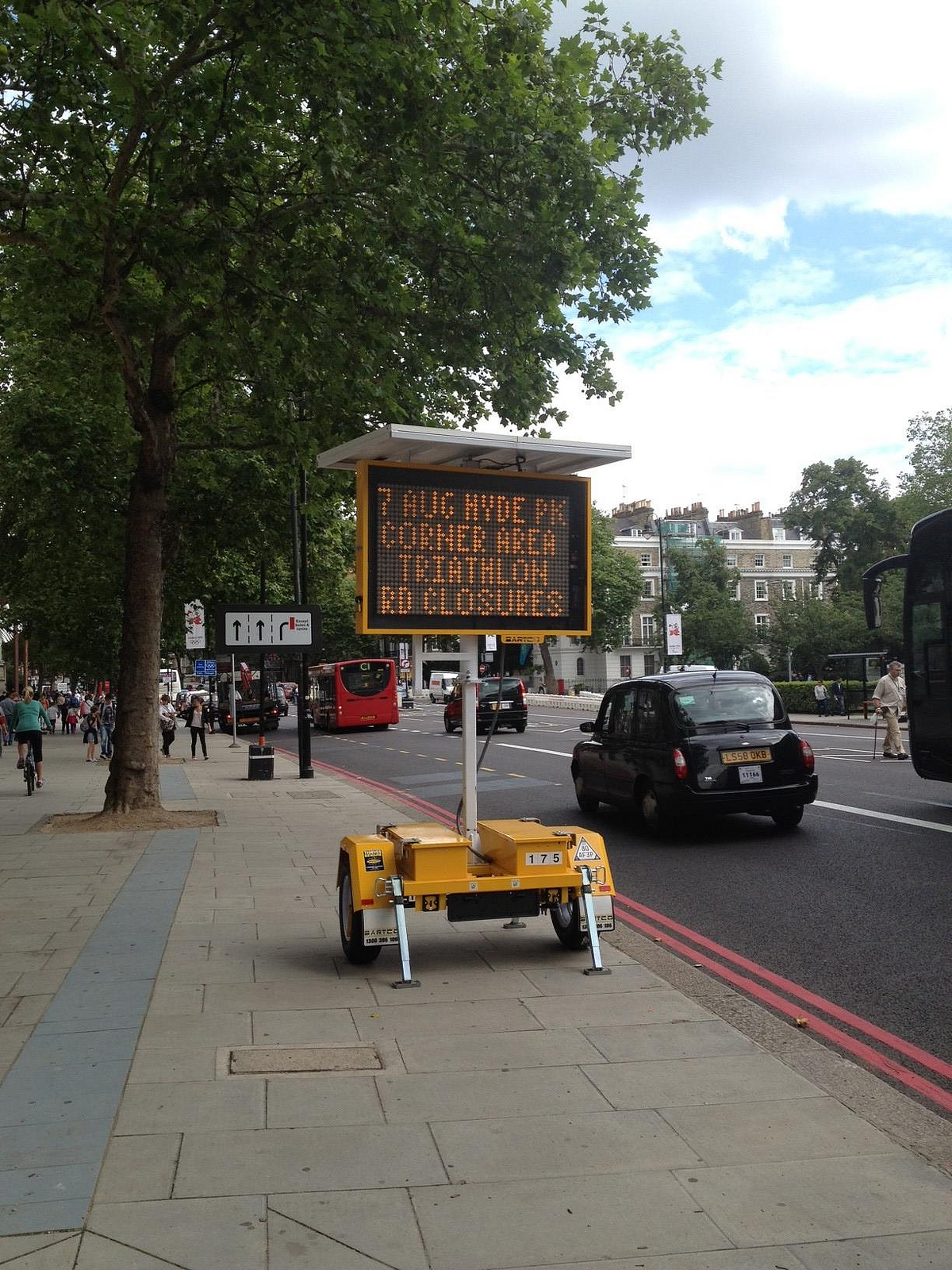
Мобильное ТПИ. Лондон, Великобритания.
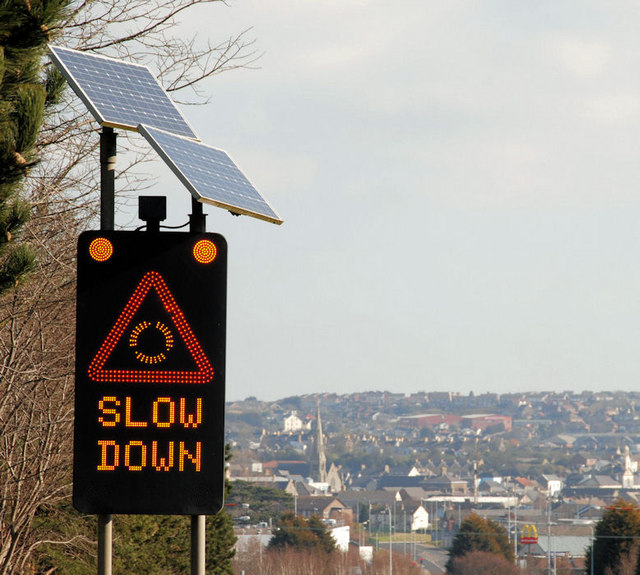
«Снизьте скорость». Ньютаунардс, Северная Ирландия, Великобритания.
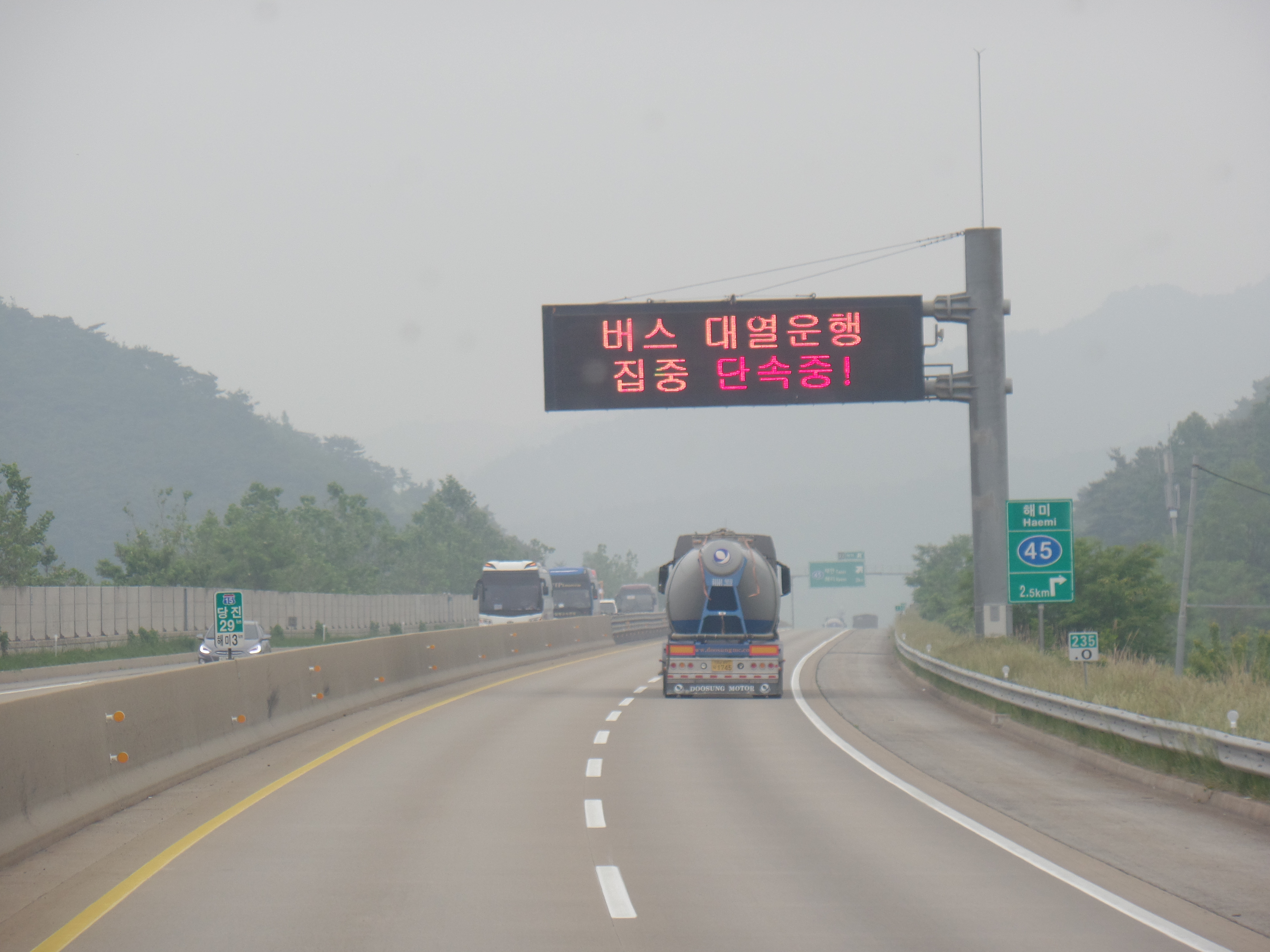
Близ Сеула, Корея.
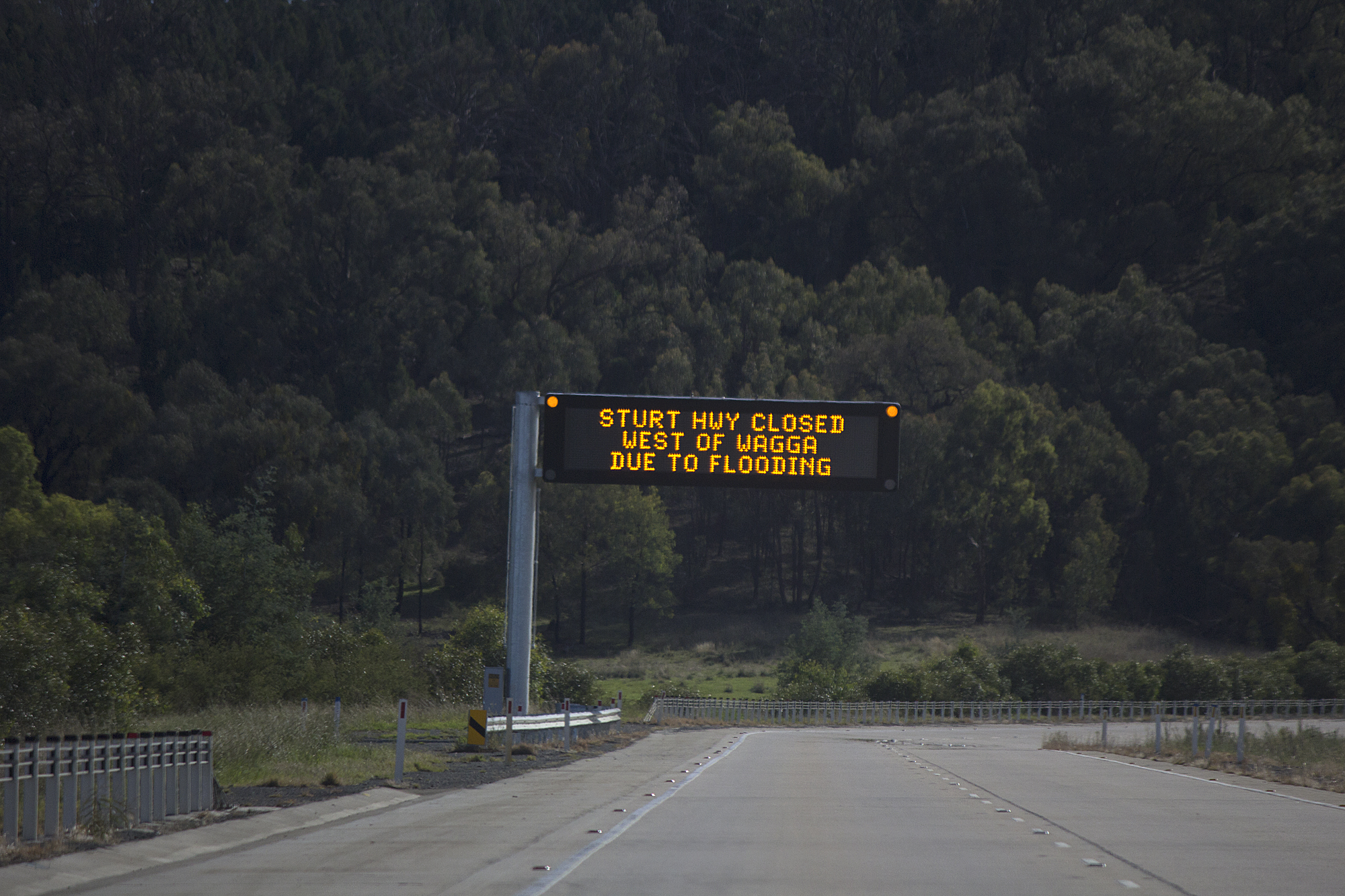
«Шоссе Старт[англ.] закрыто к западу от г. Уогги в связи с наводнением». Шоссе Юм[англ.] близ городка Таркутта[англ.].
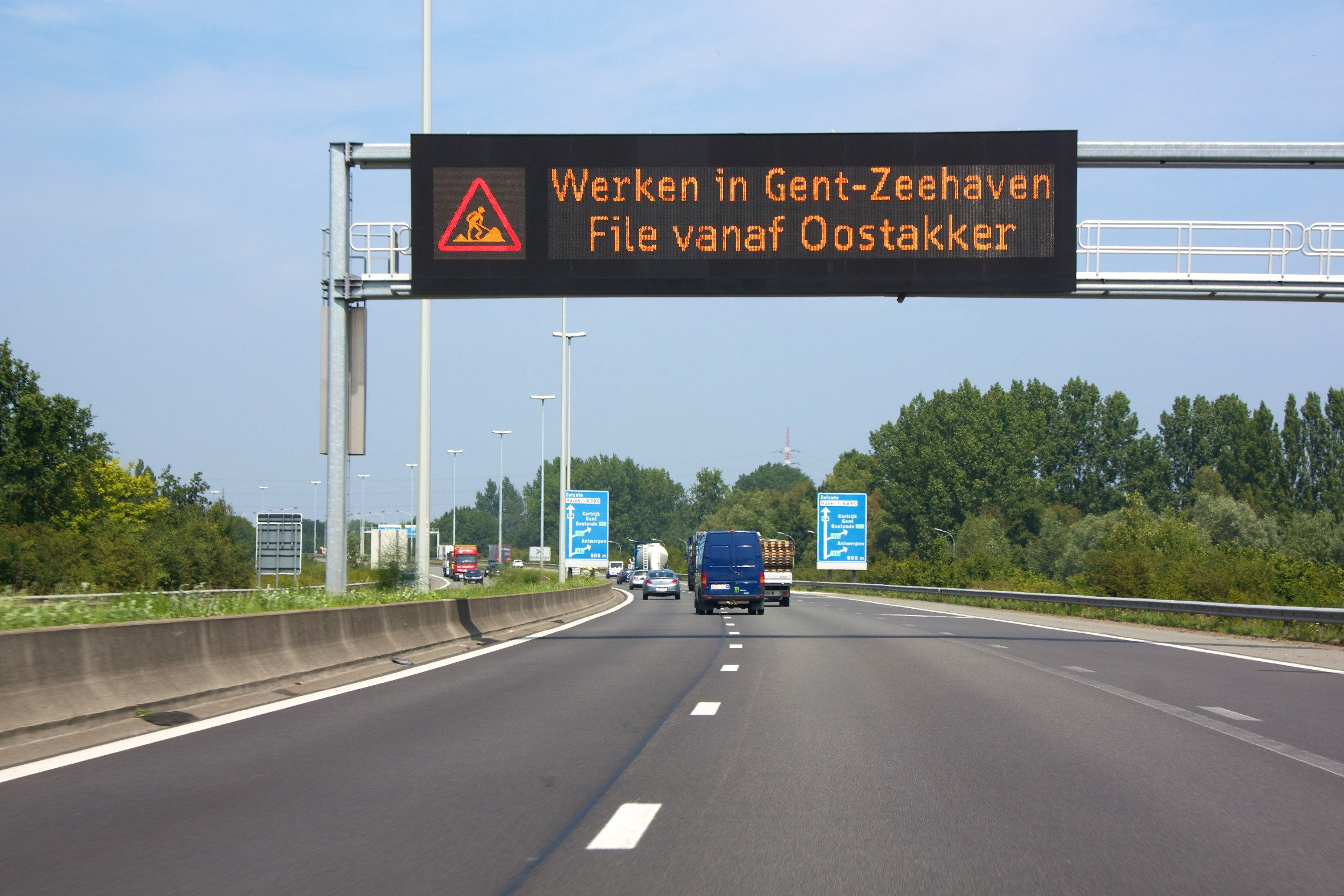
Бельгия.
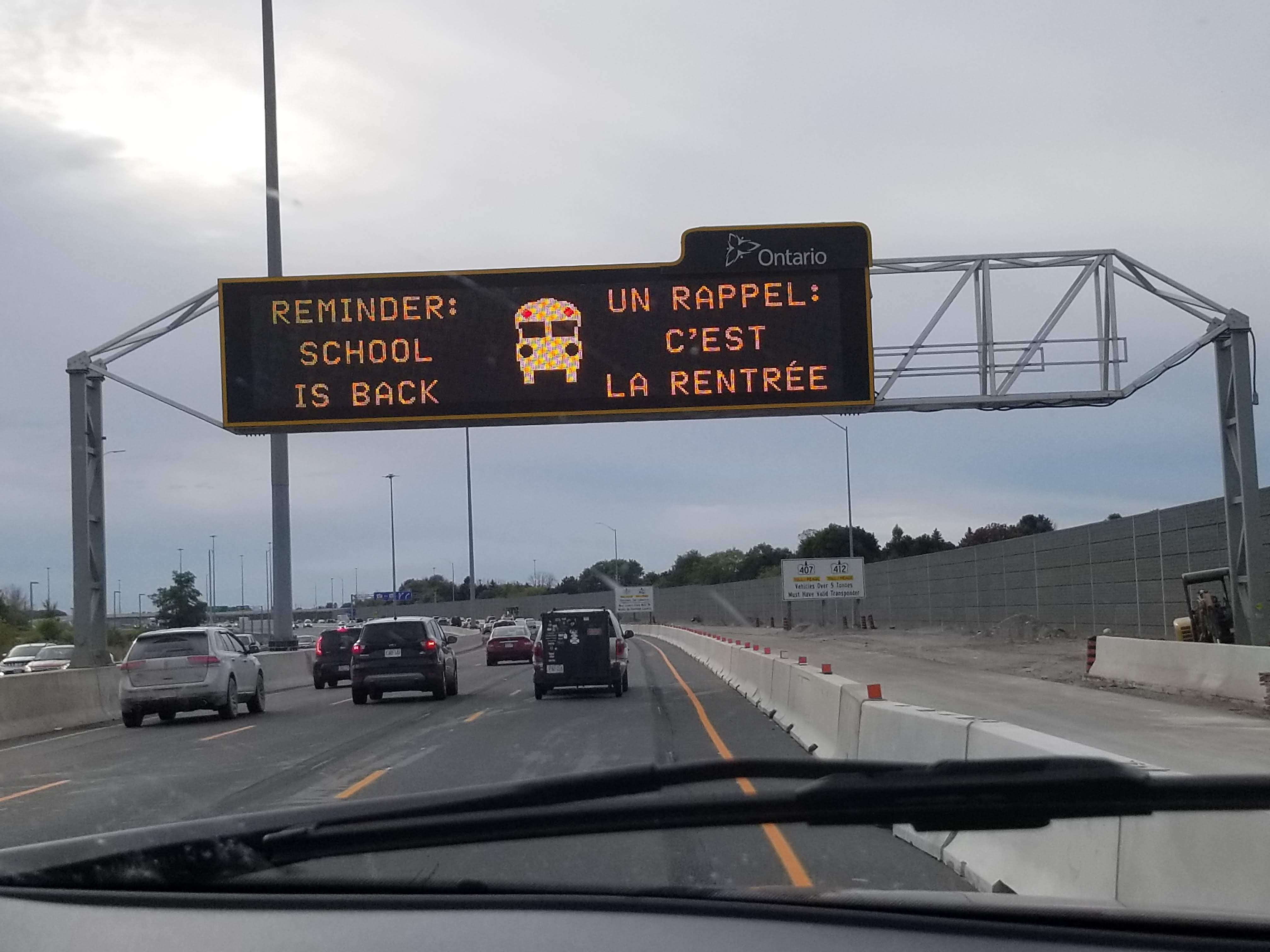
Двуязычное ТПИ. «Началась школа». Шоссе 401, близ г. Уитби (Онтарио, Канада).
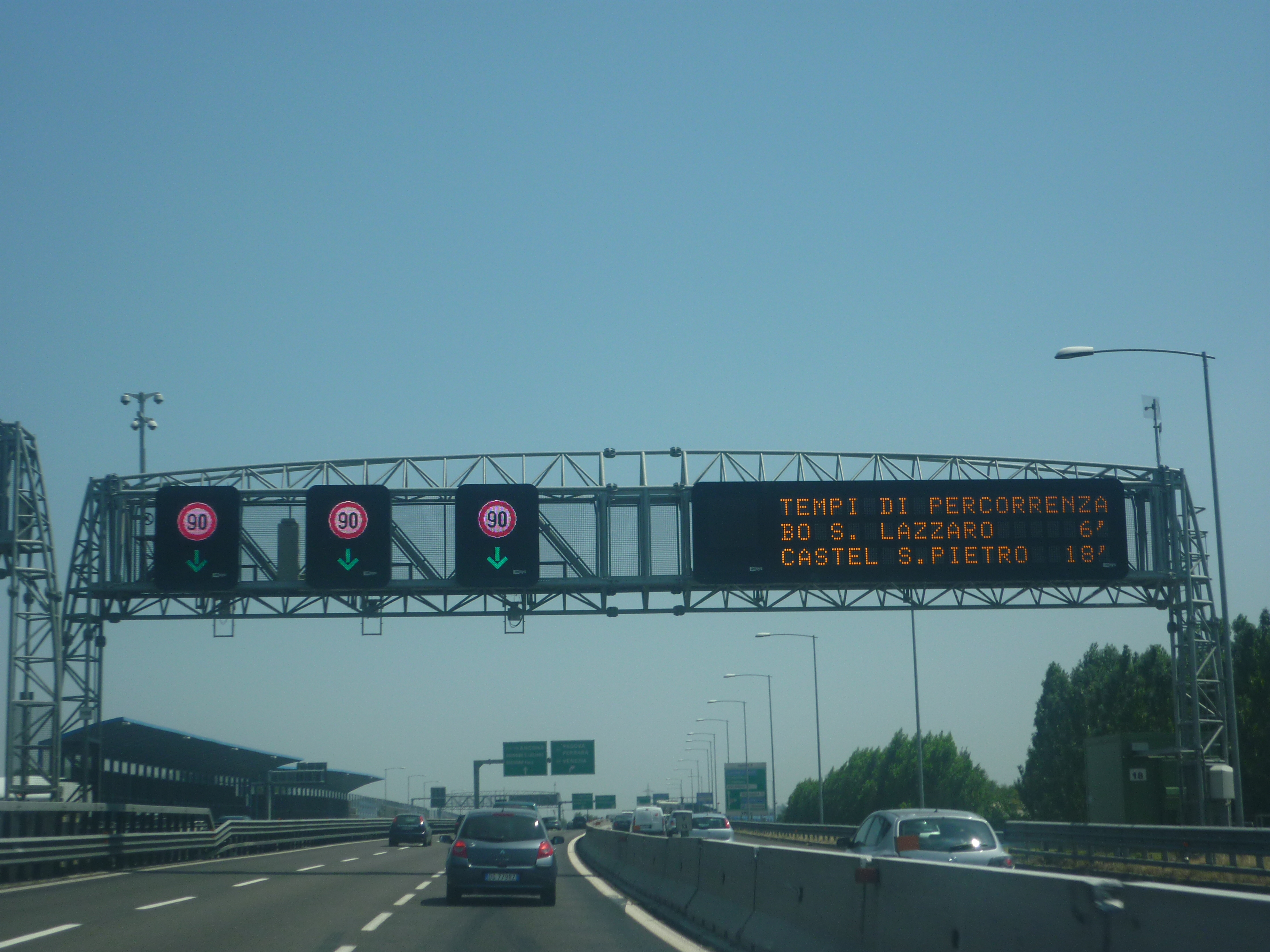
Италия.
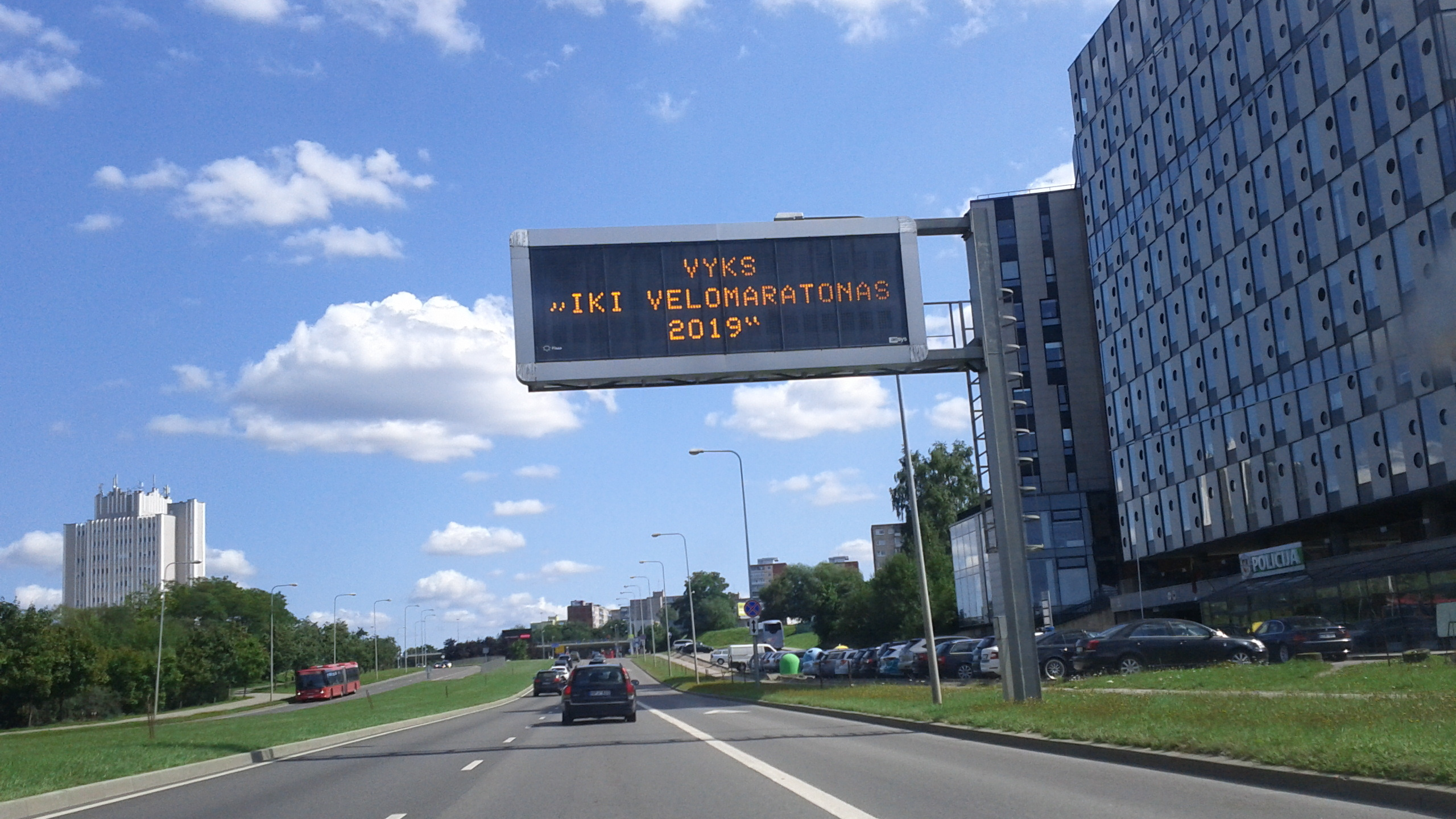
Вильнюс, Литва.
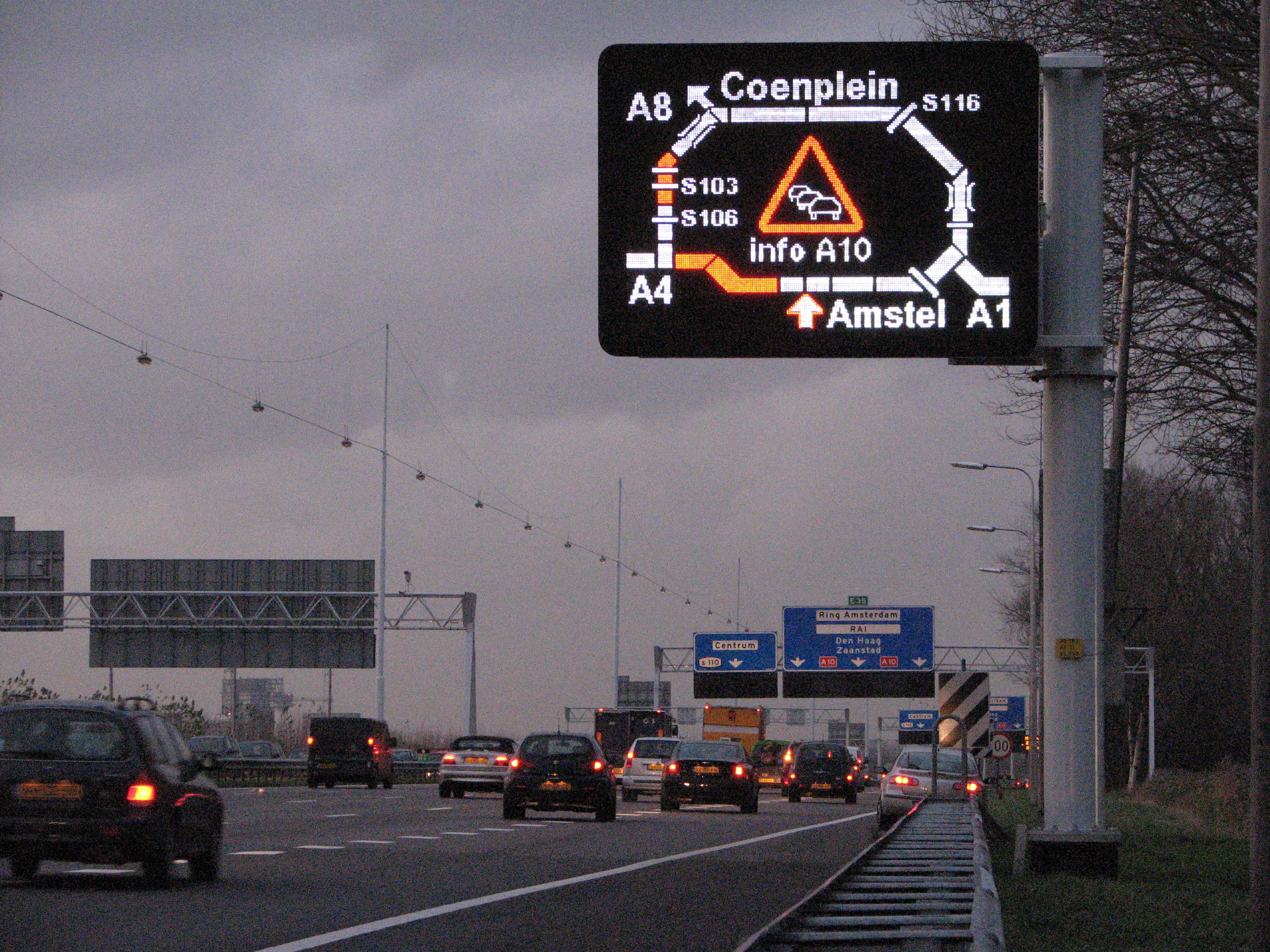
Нидерланды.
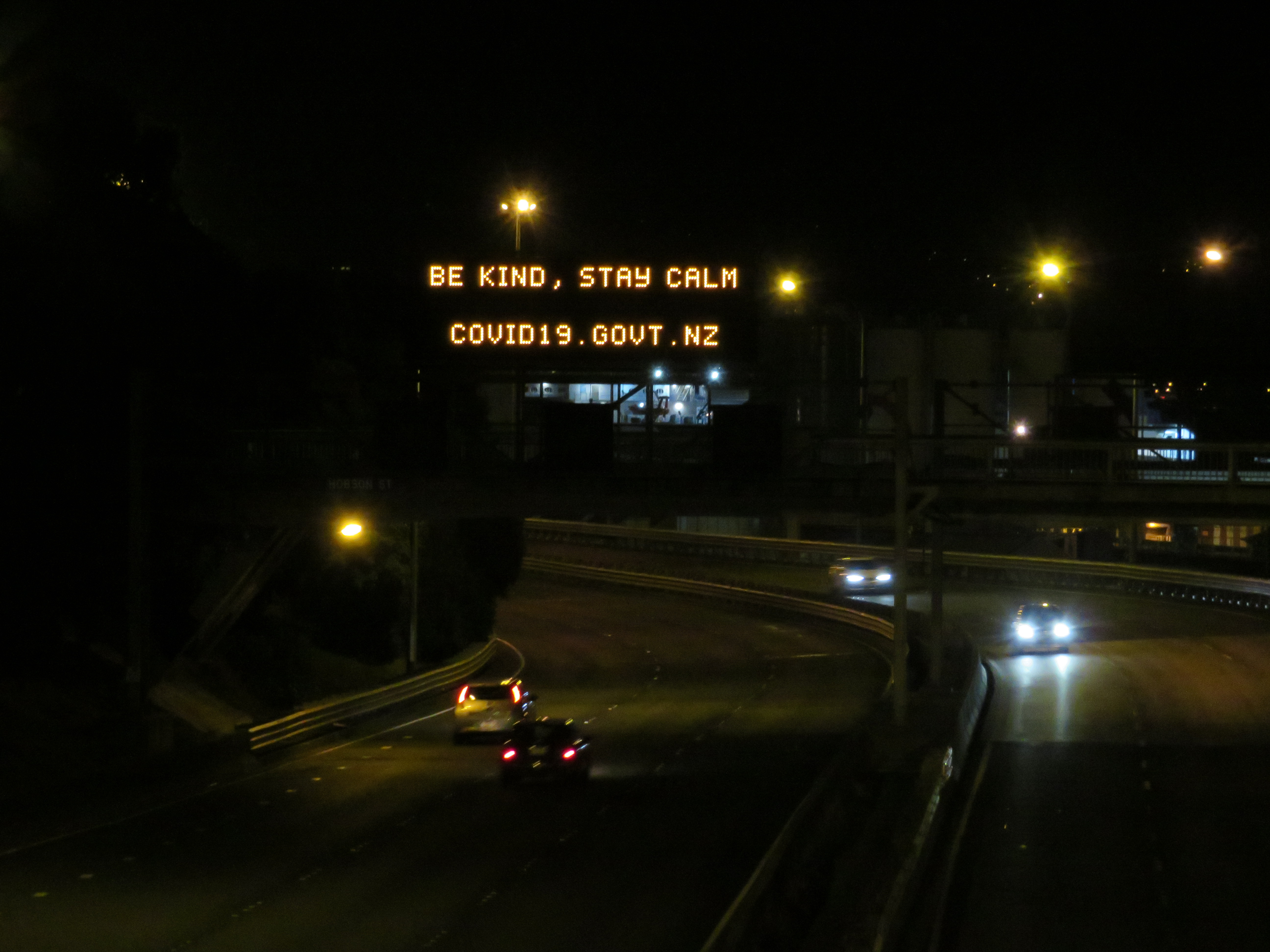
«Будь добр, оставайся спокоен. Ковид-19. Правительство Новой Зеландии[англ.]». Государственное шоссе 1[англ.] близ г. Торндон[англ.].